# Telaio circolare

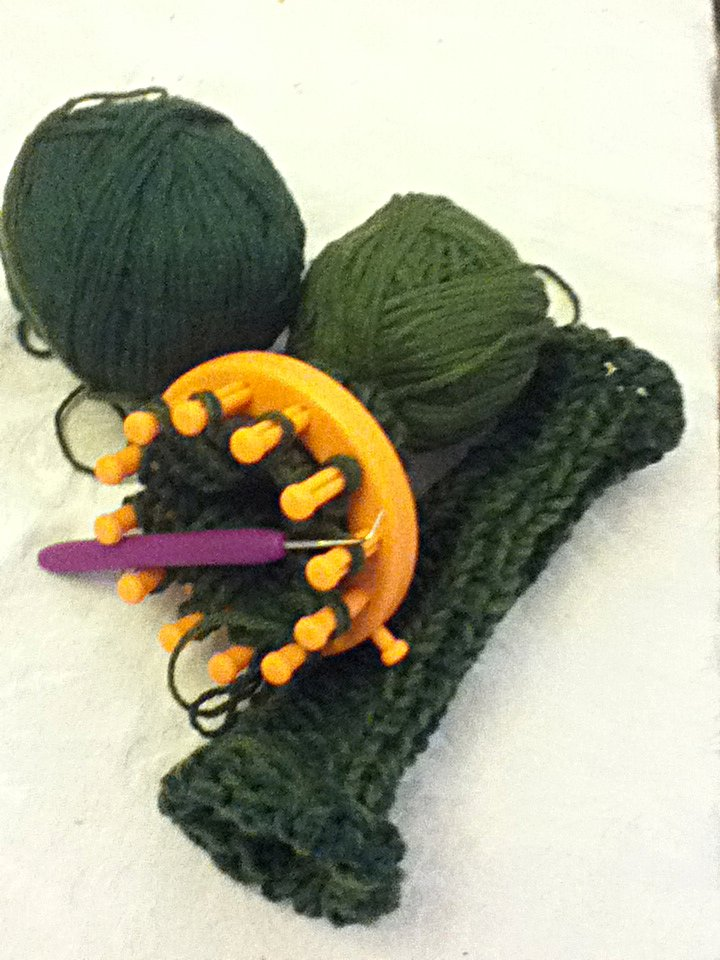
Telaio circolare per maglia

Il telaio circolare o knitting loom è uno strumento che permette di lavorare a maglia senza l’utilizzo di ferri da maglia o uncinetto. In base alla diametro del cerchio utilizzato viene prodotto un tubolare della stessa dimensione, che può essere usato per creare cappelli, scalda collo, manicotti e non solo. 
È uno strumento molto apprezzato dagli amanti del fai da te perché è adatto anche ai principianti.

## Struttura
Il telaio non è altro che un cerchio di plastica dal quale sporgono superiormente dei pioli dello stesso materiale, sui quali viene intrecciato il filato. Si può utilizzare sia con la lana che con il cotone, ma con un filato di grosse dimensioni si ottiene un risultato migliore perché è una lavorazione con struttura a maglie molto larghe. 
Se ne trovano in commercio di diversi tipi. Generalmente vengono venduti in un kit che comprende diverse dimensioni di telaio: ogni misura ha un colore differente. Nel kit si trovano anche un ago da lana e una specie di uncino che occorre durante la lavorazione a telaio per agevolare il passaggio del filo oltre il piolo.

## Utilizzo
Il telaio circolare è molto semplice da utilizzare. Per iniziare occorre fare un nodo su un piolo per fermare il filo. Poi bisogna passare il filo di lana o cotone attorno a ciascun piolo. Una volta completato il giro si ripete la stessa operazione. A quel punto intorno a ciascun piolo ci saranno due giri di filo. Con l'aiuto dell'uncino bisogna tirare fuori dal piolo il filo del primo giro, portandolo verso l'interno del cerchio. L'operazione va ripetuta per ogni piolo del cerchio. Si continua in questo modo fino a raggiungere la lunghezza del tubolare desiderata. Per chiudere il lavoro si taglia il filo lasciandolo in abbondanza e si fa passare con l'aiuto dell'ago dentro al cappietto di filo di ogni piolo. A quel punto si può tirare via il lavoro dal telaio e utilizzare il tubolare per creare ciò che si vuole.